# T-41 Aasiaat
Tupilak-41 Aasiaat (kurz T-41 Aasiaat) ist ein grönländischer Fußballverein aus Aasiaat.

## Geschichte

### Erste Jahre
T-41 Aasiaat wurde 1941 gegründet und ist somit der viertälteste Verein Grönlands und der älteste Nordgrönlands. Der Vereinsname bezieht sich auf den Tupilak.
Bei der ersten Ausgabe der Grönländischen Fußballmeisterschaft im Jahr 1954/55 nahm eine Mannschaft aus Aasiaat teil, bei der es sich vermutlich um T-41 gehandelt hat. Die Mannschaft schied im nordgrönländischen Finale gegen N-48 Ilulissat aus. Bei der Meisterschaft 1959/60 schied die Mannschaft im Viertelfinale gegen den späteren Meister Nanoĸ Qullissat aus. 1963/64 wurde die Mannschaft Kreissieger, schied dann aber ähnlich wie 1954/55 im Finale der Qualifikationsrunde aus. 1966/67 konnte sich der Verein erstmals für die Schlussrunde qualifizieren und wurde Vizemeister. Im Folgejahr gelang erneut die Qualifikation und die Mannschaft gewann im Anschluss ihre erste Meisterschaft. 1969 wurde T-41 Aasiaat erneut Vizemeister und gewann 1970 erneut die Meisterschaft. 1971 gewann der Verein zum dritten Mal in vier Jahren die Meisterschaft und zog somit mit Rekordmeister K-33 Qaqortoq gleich. 1972 wurde der Verein Dritter.

### Weniger erfolgreiche Zeit
Erst 1985 wird der Verein wieder in Zusammenhang mit der Meisterschaft erwähnt, als die Zweite Mannschaft in der Qualifikation ausschied. Das Ergebnis der Ersten Mannschaft ist nicht überliefert, allerdings qualifizierte sich die Mannschaft ebenfalls nicht für die Schlussrunde. 1988 ist der Verein erstmals seit 1972 als Teilnehmer der Schlussrunde überliefert, wurde aber mit drei Niederlagen aus drei Spielen Gruppenletzter. 1989 verpasste er die Qualifikation knapp. 1990 konnte sich T-41 Aasiaat wieder für die Schlussrunde qualifizieren, wurde aber nur Fünfter. 1991 erreichte die Mannschaft den dritten Platz. 1992 nahmen wieder zwei Mannschaften von T-41 teil, aber beide scheiterten in der Qualifikation. In den folgenden knapp 20 Jahren verlor sich der Verein in der Bedeutungslosigkeit. Nachdem er durchgehend die Qualifikation verpasst oder auf eine Teilnahme verzichtet hatte, gelang es T-41 Aasiaat erst 2012 wieder, sich für die Schlussrunde zu qualifizieren. Dort erreichte der Verein das Halbfinale und wurde am Ende Dritter. 2015 konnte sich der Verein ein weiteres Mal qualifizieren und wurde Fünfter. Seit 2016 hat der T-41 Aasiaat die Qualifikation für die Schlussrunde (meist deutlich) verpasst.

## Platzierungen bei der Meisterschaft
- 1954/55: nicht qualifiziert
- 1958: unbekannt
- 1959/60: Viertelfinale
- 1963/64: nicht qualifiziert
- 1966/67: Platz 2 (von 3)
- 1967/68: Meister
- 1969: Platz 2 (von 4)
- 1970: Meister
- 1971: Meister
- 1972: Platz 3 (von 4)
- 1973: unbekannt
- 1974: unbekannt
- 1975: unbekannt
- 1976: unbekannt
- 1977: unbekannt
- 1978: unbekannt
- 1979: unbekannt
- 1980: unbekannt
- 1981: unbekannt
- 1982: unbekannt
- 1983: unbekannt
- 1984: unbekannt
- 1985: nicht qualifiziert (Zweite Mannschaft)
- 1986: unbekannt
- 1987: unbekannt
- 1988: Platz 7/8 (von 8)
- 1989: nicht qualifiziert
- 1990: Platz 5 (von 6)
- 1991: Platz 3 (von 6)
- 1992: nicht qualifiziert (Erste und Zweite Mannschaft)
- 1993: Platz 4 (von 8)
- 1994: unbekannt
- 1995: nicht teilgenommen
- 1996: unbekannt
- 1997: nicht qualifiziert
- 1998: unbekannt
- 1999: nicht teilgenommen
- 2000: nicht teilgenommen
- 2001: nicht qualifiziert
- 2002: nicht qualifiziert
- 2003: nicht teilgenommen
- 2004: unbekannt
- 2005: unbekannt
- 2006: unbekannt
- 2007: unbekannt
- 2008: unbekannt
- 2009: nicht teilgenommen
- 2010: nicht teilgenommen
- 2011: Platz 3 (von 10)
- 2012: unbekannt
- 2013: unbekannt
- 2014: nicht qualifiziert
- 2015: Platz 5 (von 8)
- 2016: nicht qualifiziert
- 2017: nicht qualifiziert
- 2018: nicht qualifiziert
- 2019: nicht qualifiziert
- 2020: nicht qualifiziert
- 2021: teilgenommen (nicht ausgetragen)
- 2022: Platz 8 (von 8)
- 2023: unbekannt